# Phacochoerus

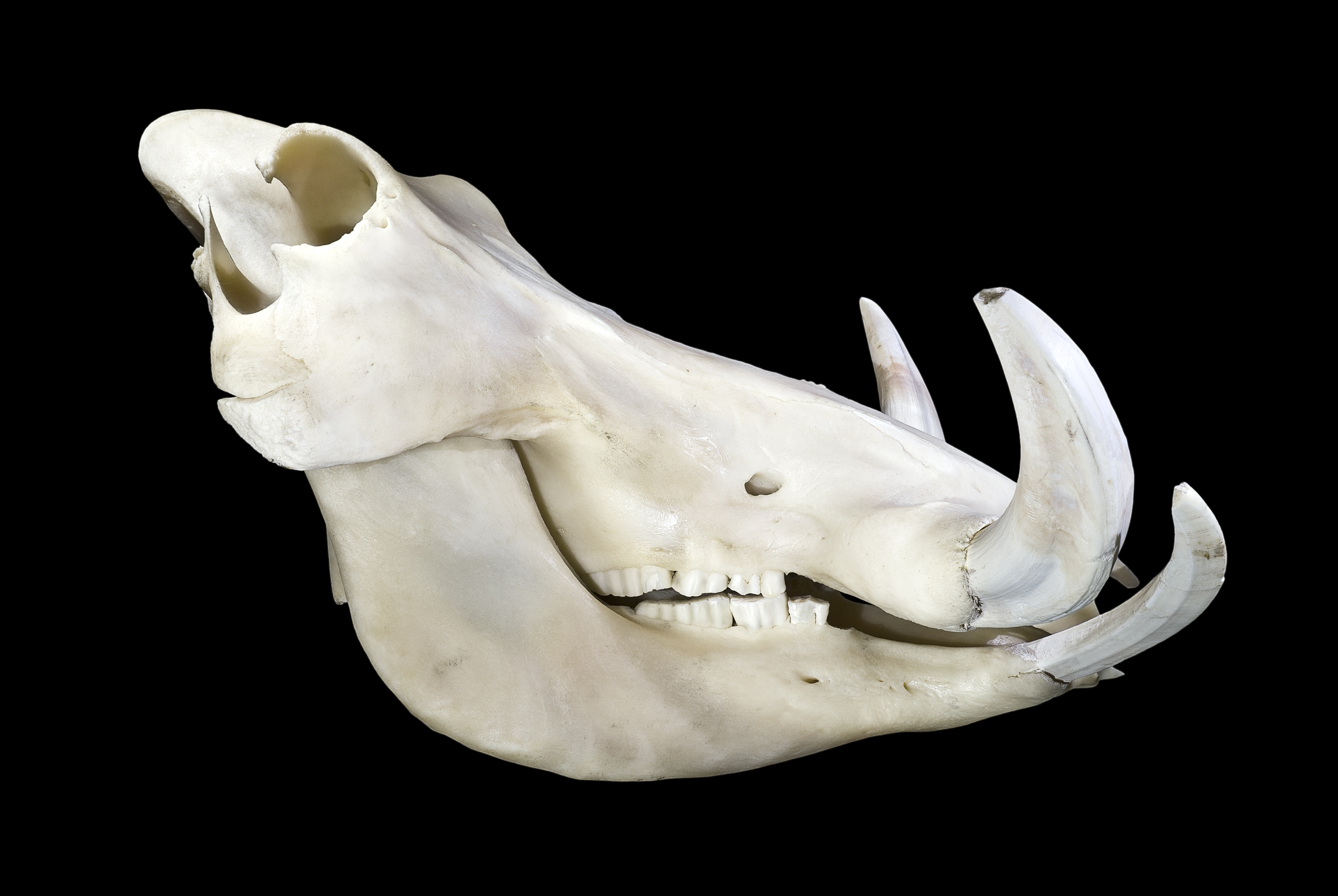
Cranio di facocero.

Phacochoerus F. Cuvier, 1826 è il genere della famiglia dei Suidi cui appartengono le due specie di facocero. Forma da solo la tribù Phacochoerini Gray, 1868. I suoi rappresentanti sono presenti nell'Africa sub-sahariana in habitat aperti e semi-aperti, perfino in regioni anche abbastanza aride. In passato le due specie venivano riunite in una sola, nota con l'epiteto specifico Phacochoerus aethiopicus, ma oggi questo nome è riservato al solo facocero del deserto, mentre la specie maggiormente conosciuta e più diffusa, il facocero comune (o semplicemente facocero), ha ricevuto il nome scientifico Phacochoerus africanus.
Seppur ricoperti da un rivestimento di setole, il corpo e la testa dei facoceri appaiono glabri se osservati da una certa distanza; gli unici peli ben evidenti sono quelli che formano la cresta lungo il dorso, quelli sulle guance e quelli all'estremità della coda, tenuta quasi sempre ben sollevata. Tuttavia, la caratteristica più evidente di questi animali sono le grosse verruche facciali, particolarmente pronunciate nei maschi. Molto sviluppate sono anche le zanne: nei maschi possono misurare tra i 25 e i 62,5 cm, mentre nelle femmine sono sempre più piccole. I facoceri sono animali prevalentemente erbivori, ma all'occasione possono integrare la dieta mangiando piccoli animali. Nonostante entrambe le specie siano ancora piuttosto comuni e diffuse, e pertanto classificate come «specie a rischio minimo» dalla IUCN, la sottospecie nominale del facocero del deserto, nota comunemente come facocero del Capo, si estinse intorno al 1865.

## Specie
Come già accennato prima, il genere Phacochoerus comprende due specie:
- Phacochoerus africanus (Gmelin, 1788) - facocero comune
- Phacochoerus aethiopicus (Pallas, 1766) - facocero del deserto